# Apple 摄政街

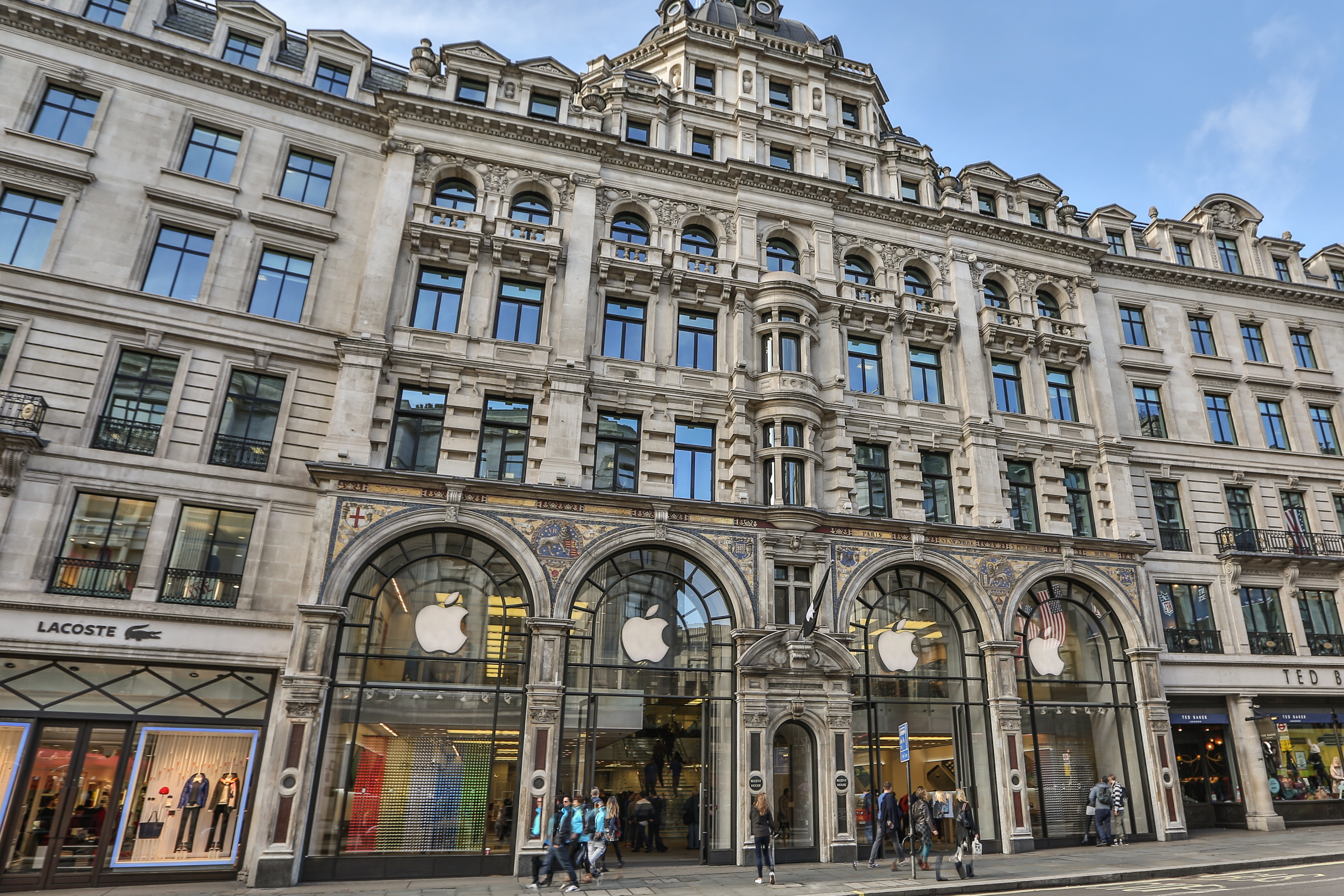
翻新前的Apple 摄政街

Apple 摄政街（Apple Regent Street）原名摄政街 Apple Store，是苹果公司在英国伦敦摄政街开设的一间Apple Store零售店。该店于2004年开业，后于2015年闭店改造，在2016年重新开业。该店位于摄政街235号一座二级历史保护建筑中，是苹果在欧洲开设的第一家Apple Store零售店，每年大约有400万人到访。该店的改造由英国建筑师诺曼·福斯特旗下建筑事务所Foster+Partners负责，店内建筑面积4333平方米，采用了第二代Apple Store设计。目前该店营业时间为周一到周五10:00-21:00）周六10:00-20:00、周日12:00-18:00，提供苹果在英国发售产品的体验与购买、Today at Apple讲座、Genius Bar天才吧与技术支持、企业支持等服务。

## 设计

### 原设计

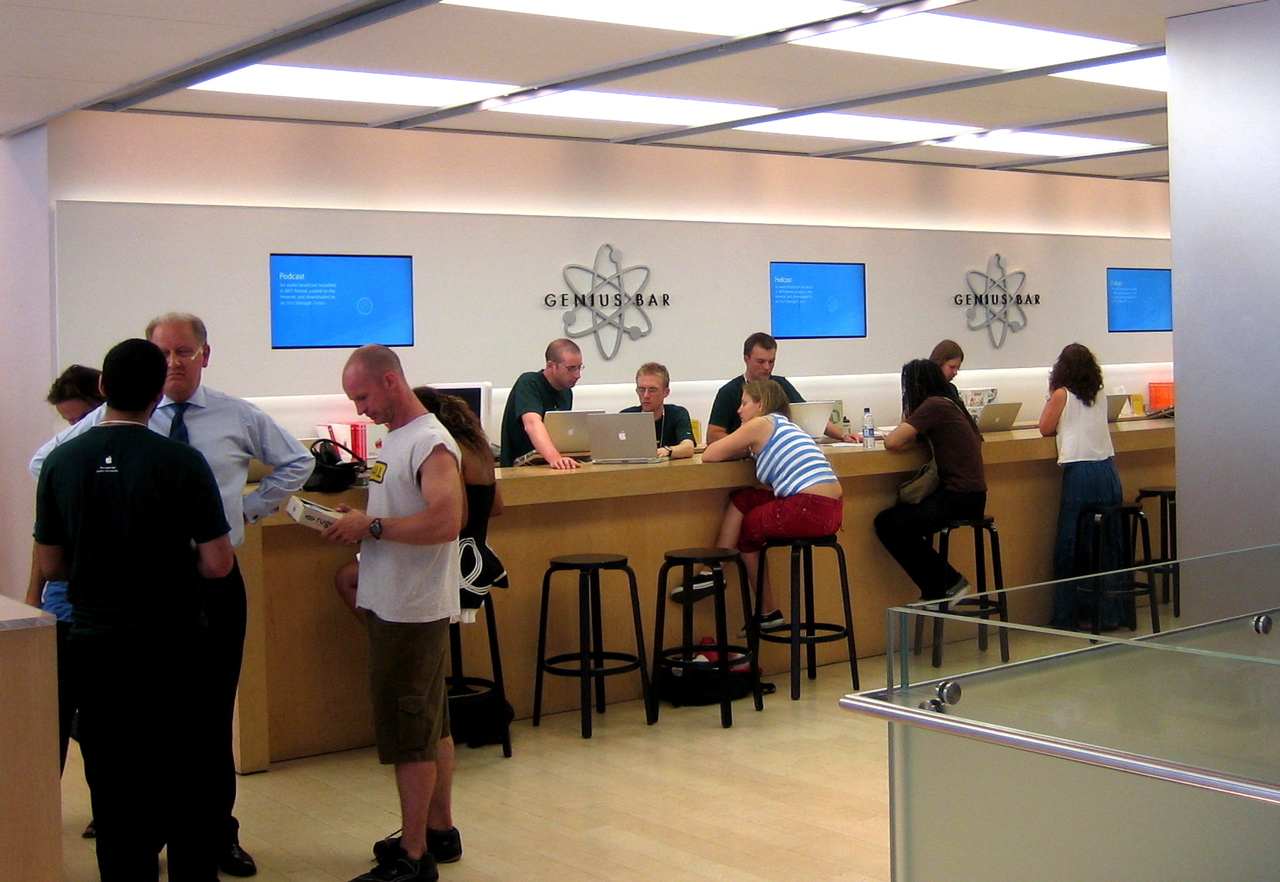
翻新前店内的Genius Bar天才吧

2004年开业的Apple 摄政街是欧洲首家Apple Store，也是当时及以后很长一段时间全球最大的Apple Store商店。该店内部采用苹果第一代Apple Store招牌的银灰色墙面、木质极简长桌和充足照明的设计。但在店外，苹果选择了维持原为托马斯·库克旅行社的爱德华时期建筑外观，仅在拱门橱窗间悬挂了4个Apple标志并在墙上斜挂一面黑底白色的Apple旗帜。店内共两层楼，有员工超过三百人。

### 翻新

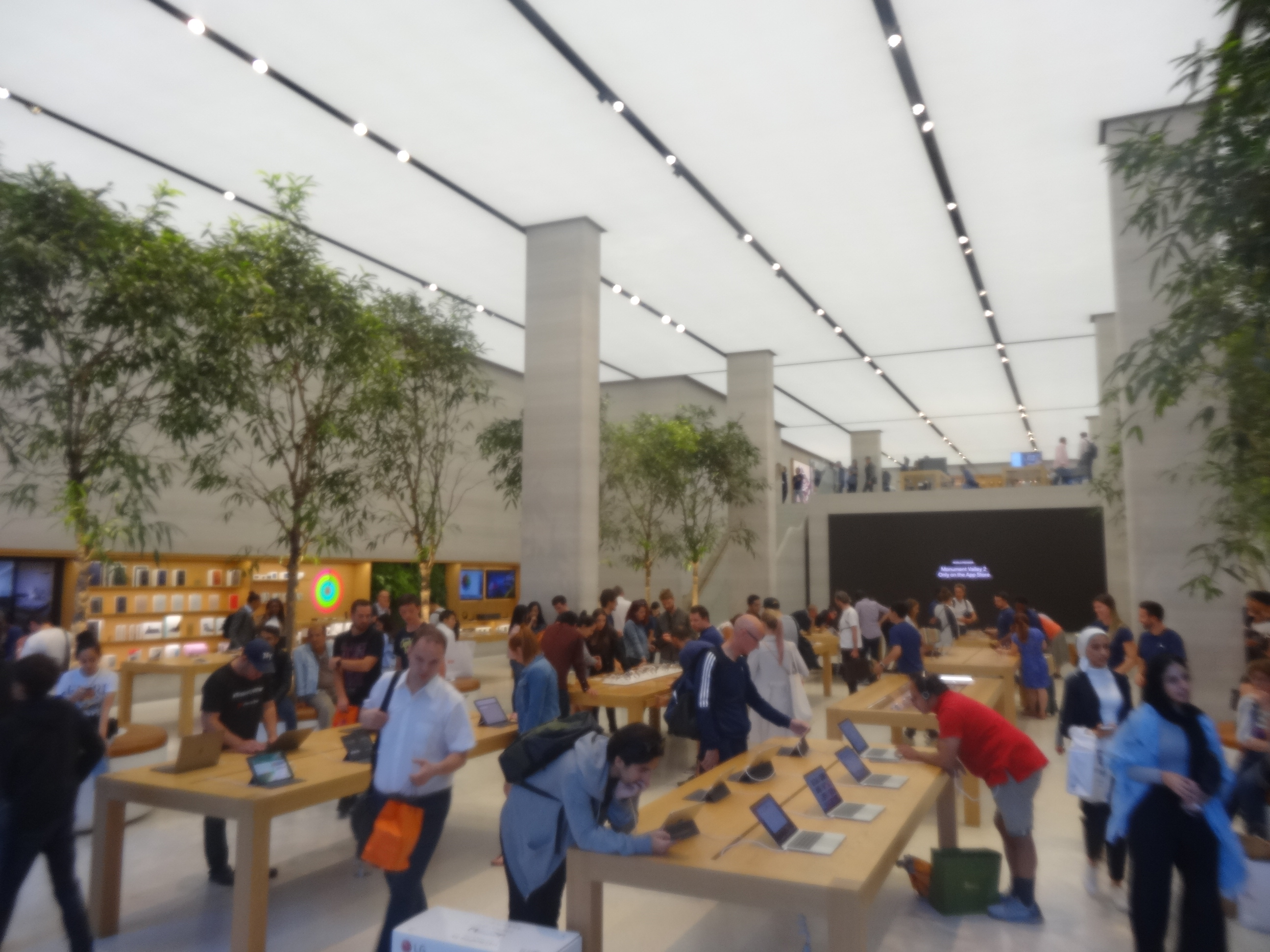
翻新后的Apple 摄政街

2015年，苹果宣布将按照新一代Apple Store的设计风格对Apple 摄政街进行翻新。翻新工程由英国建筑师诺曼·福斯特的Foster+Partners建筑事务所担纲设计，并在2016年11月重新开业。新店拆除了原有的二层，打开了一个层高7.2米的巨大中庭，以期获得更好的通风效果和更强的社区感。同样是为了更好的采光效果，苹果甚至拆除了橱窗的四个Apple标志，只留下一面白底灰色的Apple标志旗帜。在店内，原本的标志性银色墙面被水磨石、米色石材和木材营造的温暖氛围代替，在历史建筑与Apple Store的新旧间取得了更好的平衡。原本天花板上的多组照明灯组被覆盖几乎整个天花板的面版型LED均匀照明所取代。在中庭中心，十二株亚里垂榕整齐排列，构成第二代Apple Store标志性的Genius Grove天才园，为访客提供一个更多座位、更加安静、放松的交流和解决问题的空间。两侧配件区换用了功能更多的木质展示架与交互式展示屏幕，在配件墙间甚至有垂直的绿植墙面。在中庭一端则布置了巨大的Forum互动坊6K显示屏作为Today at Apple讲座的使用区域。店内所有的产品都取消了拴绳设计，方便顾客更自由地体验产品。从一楼到二楼的楼梯使用卡斯塔纳石材雕刻而成，楼梯和扶手与墙壁浑然一体。二楼则布置了技术支持与Creative专家的教学区域。

## 遭遇抢劫
2017年11月13日，Apple 摄政街遭到十名歹徒飞车抢劫，店面橱窗被用摩托车撞碎。在三分钟内，店内价值数千英镑的电子设备（包括两部iPhone X）被偷走。